# Isola della Presa
L'isola della Presa è un'isola del mar Tirreno situata a ridosso dell'isola di Santa Maria, nella Sardegna nord-orientale.

Appartiene amministrativamente al comune di La Maddalena e si trova all'interno del parco nazionale dell'Arcipelago di La Maddalena.